# Everything Invaded
«Everything Invaded» es el quinto sencillo de la banda portuguesa Moonspell publicado en 2003, desprendido del álbum The Antidote. En este sencillo está presente la canción The Darkening, el único B-Side de Moonspell, es decir, no sale en ningún álbum.

## Listado de canciones
1. Everything Invaded (single edit)
2. Crystal Gazing
3. The Darkening

- Datos: Q5418030